# Tatshenshini-Alsek Provincial Park
Tatshenshini-Alsek Provinspark (fulde navn på engelsk: Tatshenshini-Alsek Provincial Wilderness Park) er en provinspark, der ligger i de nordvestlige British Columbia i Canada. Parken dækker et 9.470 km² stort område og blev etableret i 1993 efter en intensiv kampagne fra canadiske og amerikanske naturbeskyttelsesorganisationer for beskyttelse af området mod udforskning efter mineraler og etablering af minedrift. Hensigten var at beskytte biodiversiteten og naturværdierne i området.

## Geografi
Parken ligger i området op mod den amerikanske stat Alaska og det canadiske territorium Yukon. Det ligger mellem Kluane National Park i Yukon og Glacier Bay samt Wrangell-St. Elias National Parker i Alaska. Sammen med disse udgør det Kluane/Wrangell-St. Elias/Glacier Bay/Tatshenshini-Alsek, som er et UNESCO-verdensarvsområde; Tatshenshini-Alsek blev en del af dette i 1994.
Parkens navn skyldes de to floder, Tatshenshini og Alsek, der løber sammen i området. Floderne former et næsten U-formet forløb i to dale i det bjergfyldte terræn og udgør kernen i parken. Herigennem den kolde, fugtige vind fra havet, som sammen med forhold som oversvømmelser, jordskred, laviner (blandt andet forårsaget af jævnlige jordskælv), en varieret geologisk undergrund og store højdeforskelle har skabt en mængde forskellige habitater til liv i området. Det højeste bjerg i British Columbia, Mount Fairweather, på 4.671 m ligger i det sydøstligste hjørne af området på grænsen til Alaska.

## Dyreliv
I parken findes en stor population af grizzlybjørne, og det er det eneste sted i Canada, hvor gletsjerbjørnen lever. Af andre dyrearter kan nævnes tyndhårsfår, store mængder af snegeder, elge, gråulve, hvidhovedet havørne, kongeørne, vandrefalke, jagtfalke og trompetersvaner.
Ud for kysten i Dry Bay, en stillehavsbugt som Alsek har udløb i, kan man se søløver og pukkelhvaler.

## Rekreativt område
Tatshenshini-Alsek-parken tiltrækker i stigende grad publikum til friluftsaktiviteter som kajaksejlads, rafting, vandring, bjergbestigning og mountainbike-kørsel.